# Phalaenopsis appendiculata
 Phalaenopsis appendiculata (Фаленопсис аппендікулата) — епіфітна трав'яниста рослина родини орхідні.

## Синоніми
За даними Королівських ботанічних садів в К'ю:
- Polychilos appendiculata(Carr) Shim, 1982
- Doritis appendiculata(Carr) T. Yukawa & K. Kita, 2005

## Біологічний опис
Мініатюрна моноподіальна рослина.
Стебло укорочене, довжина листя від 15 до 30 см. Листя 2-4.
Листя довгасто-еліптичні м'ясисті. Довжина до 7-и см, ширина 3,5 см.
Коріння м'ясисті, довгі, гладенькі.
Квіти діаметром до 2 см, фіолетові з білим, без запаху. Існує різновид з чисто білими квітами Phalaenopsis appendiculata var. Alba.
Квітконіс короткий (до 5 см завдовжки). Квіти розпускаються послідовно. Цвіте нерегулярно, цілий рік.

## Ареал, екологічні особливості
Малайзія, штат Паханг і північ острову Борнео.
Зустрічається на невеликих висотах на тонких замшілих гілках кущів і дерев у вологих лісах.
Клімат в місцях природного зростання (Малайзія, Куантан):
- Т — Середня температура повітря (ніч/день)
- Ос — Кількість опадів, мм

| Місяць   | Т      | Ос  |
| -------- | ------ | --- |
| Січень   | 22/28° | 400 |
| Лютий    | 22/30° | 190 |
| Березень | 22/31° | 280 |
| Квітень  | 22/32° | 200 |
| Травень  | 22/33° | 200 |
| Червень  | 22/34° | 200 |
| Липень   | 22/34° | 200 |
| Серпень  | 22/32° | 210 |
| Вересень | 22/31° | 220 |
| Жовтень  | 22/31° | 280 |
| Листопад | 22/29° | 300 |
| Грудень  | 22/28° | 520 |

## Історія
Описано Карром в 1929 р.

## У культурі
У культурі рідкісний. 
 Температурна група — тепла.
Вимоги до освітлення: 800–1200  FC, 8608-12912 lx.
Відносна вологість повітря 60-85%. 
 Найкраща посадка на  блок, але може культивуватися і в горщиках з субстратом з соснової кори середньої фракції. При правильному догляді зацвітає легко, тривалість життя квіток 15-20 днів.
Додаткова інформація про агротехніки у статті Фаленопсис.